# دانفرملین
latitudeدانفرملینlongitudeدانفرملین
دانفرملین (به انگلیسی: Dunfermline) شهری در منطقهٔ لندن اسکاتلند است که در فایف واقع شده است. این شهر در سال ۱۹۹۱ میلادی ۳۹٫۰۶۸ نفر جمعیت داشته و در سرشماری سال ۲۰۰۱ جمعیت آن به ۳۹٫۲۲۹ نفر رسیده‌است. میزان رشد سالانهٔ جمعیت دانفرم‌لاین ‎۲٫۸۲ درصد می‌باشد و جمعیت این شهر در سال ۲۰۱۲ به ۵۴٫۶۴۷ نفر تغییر یافت.